# Fernand Auberjonois
Pour les articles homonymes, voir Auberjonois.
 (mai 2024).
Fernand Auberjonois, né le 25 septembre 1910 à Valeyres-sous-Montagny et mort le 27 août 2004 à Enniskeane, est un journaliste, écrivain et essayiste d'origine suisse et naturalisé américain durant la Seconde Guerre mondiale.

## Biographie
Fernand Auberjonois côtoie dans son enfance Charles Ferdinand Ramuz, Igor Stravinsky, Ernest Ansermet et Charles-Albert Cingria, amis de son père le peintre René Auberjonois. Ses études de géologie achevées à l'université de Lausanne où il obtient une licence, il part pour les États-Unis en 1933 où il se lie d'amitié avec Fernand Léger, John Dos Passos et l'académicien Jean Paulhan. Il travaille un temps comme professeur particulier de français de Katharine Hepburn avant de rejoindre l'agence Havas. En 1937, il est le premier speaker de L'Heure française sur la radio NBC, le premier service d'émissions transatlantiques de l'époque.
Auberjonois épousa la princesse Laure Murat, descendante de Caroline Murat, sœur de Napoléon Bonaparte et de Joachim Murat, roi de Naples. Leur fils, l'acteur René Auberjonois, est né en 1940.
Alors que sa nationalité suisse lui permettrait d'échapper aux combats lors de la Deuxième Guerre mondiale, il prend la nationalité américaine et devient officier de liaison du Deuxième Bureau de la Western Task Force. Il est envoyé au Canada pour y subir un entraînement donné par le British intelligence service (services secrets britanniques).
Il remplit une multitude de missions, aussi bien dans les états-majors de George Patton ou Dwight D. Eisenhower. Il met sur pied le service de transmissions radio d'Afrique du Nord ou aide à concevoir de fausses informations visant à tromper les Allemands quant au lieu du débarquement du jour J. Il est aussi chargé de la diffusion de la propagande aux pays francophones européens. À plusieurs reprises il est envoyé derrière les lignes ennemies avec des groupes de sabotage. Il participe aux débarquements en Afrique du Nord, en Sicile, puis en Normandie. Deux jours après le jour J, il écrit dans La Presse cherbourgeoise, le premier journal de France libérée.
Par la suite, il sillonne la planète et se fixe en 1953 à Londres où il est correspondant du Journal de Genève et des médias américains NBC, Voice of America, de la Pittsburgh Post-Gazette et du Toledo Blade. Auberjonois couvre tous les évènements de la guerre froide ; en 1961 il témoigne de la construction du mur de Berlin et, en 1989, de son effondrement. Il traverse à dos de mulet la passe de Khyber en Afghanistan, couvre la guerre d'Algérie ou s'entretient avec la reine au palais de Buckingham avec la même aisance. En 1968 il se remarie avec Helga. Outre René, il a un fils Michael qui vit à Houston (Texas), une fille Anne qui vit à New York et deux belles-filles, Ghislaine Vautier et Marie-Laure Degener.
En 1996, il reçoit un hommage spécial de la Fondation vaudoise pour la culture(anciennement Fondation vaudoise pour la promotion et la création artistique), sous la forme d'un portrait filmé dans la collection Plans-Fixes. Fernand Auberjonois vit en Irlande, dans le comté de Cork, à Enniskeane, jusqu'à son décès survenu le 27 août 2004.

## Décorations
- Chevalier de la Légion d'honneur [Quand ?]
- Croix de guerre 1939-1945 avec quatre palmes (France)
- Legion of Merit (États-Unis)
- Polonia Restituta (Pologne)

## Publications
- Air d'Amérique, Édit. de la revue Fontaine, Alger, 1944.
- Mon village U.S.A., éd. Méditerranéennes, New York ; Juan-les-Pins, 1946.
- L'Île aux feux, préf. de Max-Pol Fouchet, éd. Méditerranéennes, New York ; Juan-les-Pins, 1950.
- Top dog: a cavalier view of the English, Debrett's Peerage, Londres, 1980.
- René Auberjonois, peintre vaudois, Payot, Lausanne, 1985.
- Animots, dessins de l'auteur ; préf. de Georges Borgeaud, P. Horay, Paris, 1988.
- Entre deux mondes : chroniques, 1910/1953, Les Éditions Métropolis, Genève, 1993, 1994 et 1999.
- L'Air d'ailleurs : chroniques 1953/1994, Les Éd. Metropolis, Genève, 1994.
- Londres intime, Les Éd. Metropolis, Genève, 1995.
- L'Apprentie Sorcière : roman, ornementé par l'auteur, Les Éd. Metropolis, Genève, 1997.
- Ballade irlandaise, Les Éd. Metropolis, Genève, 1998.
- Un conte à rebours, Les Éd. Metropolis, Genève, 1998.
- De Chittagong à Cork : aide-mémoire, 1787-1999, Les Éd. Metropolis, Genève, 1999.
- Timothée et l'au-delà, en collab. avec Constanza Bravo, La Joie de lire, Genève, 2000.
- Les Sentiers de ma guerre, éd. Metropolis, Genève, 2001.
- L'Arche de Noé en cale sèche, postf. de Doris Jakubec, Zoé, Carouge-Genève, 2001.
- Vers à soi, éditions Metropolis, 2002

## Sources
- « Fernand Auberjonois », sur la base de données des personnalités vaudoises sur la plateforme « Patrinum » de la Bibliothèque cantonale et universitaire de Lausanne.
- Philippe Dubath, « Je n'ai pas l'intention de devenir vieux » Fernand Auberjonois, 24 Heures, 2003/12/31-1-2 janvier
- Fernand Auberjonois e t le maccarthysme en 1953 in Le Temps, 7 mai 2003, p. 10
- 28 août 2004, p. 16
- 24 Heures, 30 août 2004, p. 12, avec photographie
- Archives TSR
- (en) Nécrologie sur Post-gazette.com